# FightAIDS@Home
Het FightAIDS@Home-project is een project van het Olson Laboratory in het Scripps Research Institute. FightAIDS@Home maakt gebruik van de distributed computing-techniek om een manier te vinden om Hiv uit te roeien. Biomedische software draait op zeer grote aantallen toestellen verspreid over de wereld. Het Olson Laboratory gebruikt computationele methoden om nieuwe kandidaat-geneesmiddelen te identificeren die de juiste vorm en chemische eigenschappen hebben om HIV-protease te blokkeren. Deze algemene aanpak wordt structuurgebaseerd medicijnontwerp genoemd en heeft volgens het National Institutes of Health al geleid tot impact op het leven van mensen met AIDS. 
FightAIDS@Home loopt sinds 2002 en trad toe tot het World Community Grid op 21 november 2005.
Het project maakt gebruik van het World Community Grid distributed computing-platform dat het bekende BOINC distributed computing-platform gebruikt.